# Santichat Singsin
Santichat Singsin (thailändisch สันติชาติ สิงห์ศิลป์, * 31. Dezember 1999) ist ein thailändischer Fußballspieler.

## Karriere
Santichat Singsin spielte 2019 für das College of Asian Scholars in der thailändischen Amateur-Liga. 2020 wechselte er zum Khon Kaen FC. Der Verein aus Khon Kaen spielte in der zweiten thailändischen Liga, der Thai League 2. In seiner ersten Saison kam er nicht zum Einsatz. Sein Zweitligadebüt gab Santichat Singsin am 17. November 2021 (14. Spieltag) im Heimspiel gegen den Navy FC. Hier wurde er in der Nachspielzeit für Thanison Paibulkijcharoen eingewechselt. Khon Kaen gewann das Spiel 3:1. Am Ende der Saison 2021/22 musste er mit Khon Kaen als Tabellenvorletzter in die dritte Liga absteigen.